# Брухрайнбан
Брухрайнбан (нім. Bruhrainbahn) — залізниця, що прямує від Брухзаля до Гермерсгайма в німецьких землях Баден-Вюртемберг і Рейнланд-Пфальц. 
Хоча він був частиною національної магістралі і обслуговував міжміський трафік; на середину 2020-х рр. лінія обслуговується виключно місцевими поїздами.
Свою назву здобув від регіону Брухрайн на північному заході району Карлсруе, яким він прямує.

## Маршрут
Лінія повністю знаходиться в долині Рейну і утворює майже пряму лінію між Брухзалем і Грабен-Нойдорфом .
Двома найбільшими інженерними спорудами є міст через Рейнську залізницю на північ від Грабен-Нойдорфа та Гермерсгаймський міст між Райнсгаймом і Гермерсгаймом .
Лінія прямує від Брухзаля через муніципалітети Карлсдорф-Нойтгард і Грабен-Нойдорф, від Гуттенгайма до Райнсгайму вздовж межі міста Філіппсбург до Гермерсгайму. 
Від Брухзаля до Рейну лінія пролягає в межах округу Карлсруе.

## Історія

### Планування, будівництво та розвиток до 1900 року

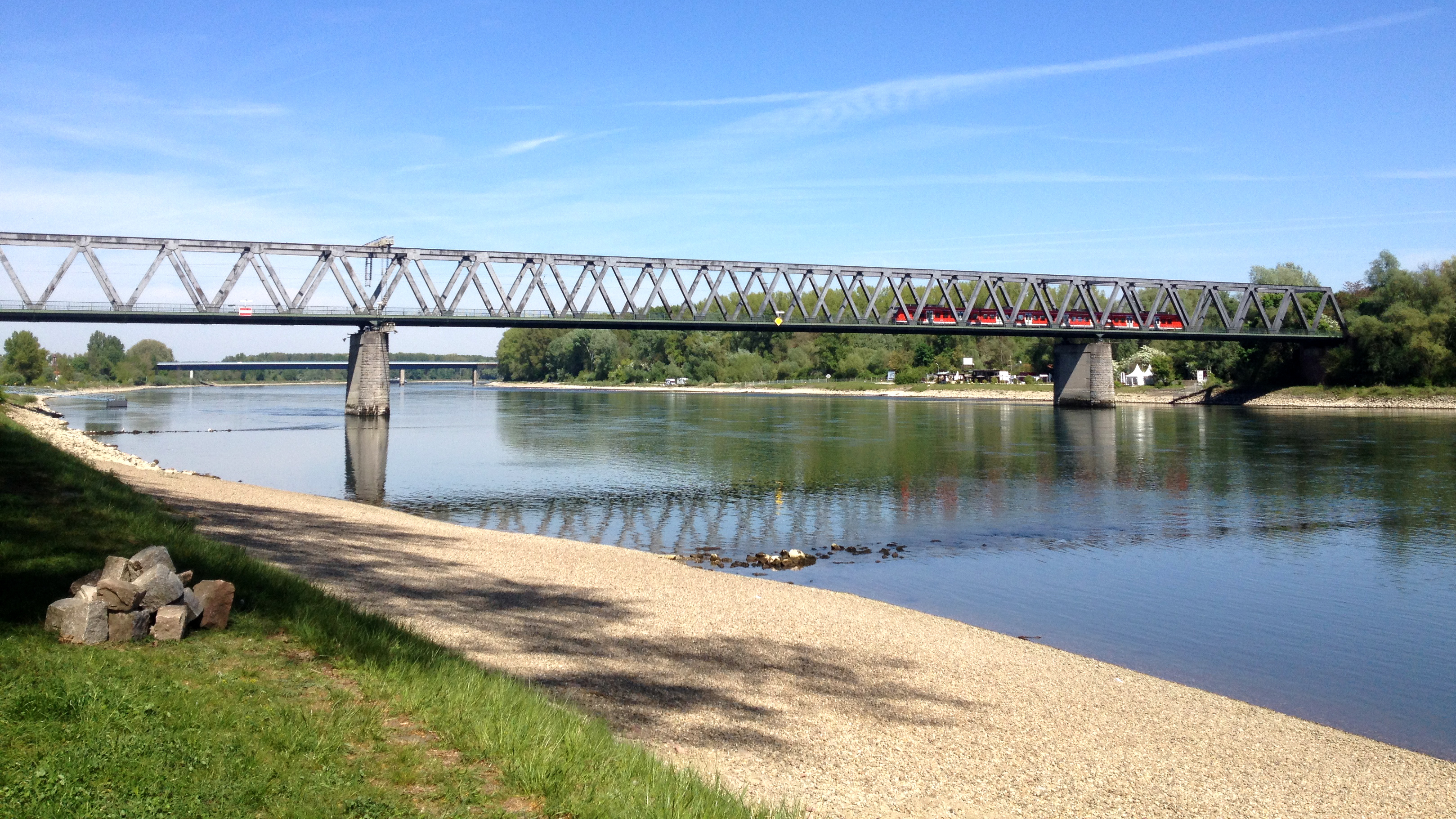
Гермерсгаймський міст

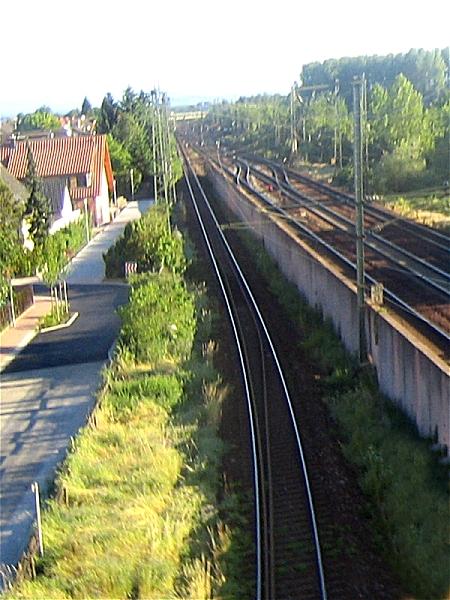
Брухрайнбан (ліворуч на зображенні) на північ від Грабен-Нойдорфа, Рейнська залізниця праворуч. Відгалуження відкрито в 1909 році

Угода між Великим Герцогством Баден і Королівством Баварія дозволила побудувати залізницю від Брухзаля до Гермерсгайму.
15 серпня 1870 року між двома містами відкрито тимчасову «військову залізницю» як лінію постачання під час французько-прусської війни, але її закрили 12 серпня 1871 року. 
Частину її пізніше використали для Брухрайнбану, але в інших частинах її маршрут використовується для доріг, які все ще існують.
Дільницю Брухзаль — Рейнсгайм відкрито 23 листопада 1874 року. 
Розширення до Гермерсгайму відклали на кілька років, оскільки військові наполягали на тому, щоб міст розташовувався в місці яке не заважатиме лінії вогню з фортеці Гермерсгайм. 
У серпні 1874 року, після досягнення угоди щодо розташування мосту через Рейн, план продовження лінії до Гермерсгайму затвердили, і роботи розпочали 9 квітня 1875 року.
15 травня 1877 року відкрито дистанцію Рейнсгайм — Гермерсгайм. 
Хоча спочатку Гермерсгаймський міст мав лише одну колію, через кілька років ввели в експлуатацію другу колію.
З 1890 року Брухрайнбан використовується як частина міжрегіонального сполучення за маршрутом Брухзаль — Гермерсгайм — Ландау – Бібермюле – Цвайбрюккен – Саарбрюкен. 
На середину 2020-х дільниця Гермерсгайм — Ландау закрита. 
Крім того, з того часу між Мюнхеном і Саарбрюкеном Брухрайнбаном курсували поїзди далекого сполучення.

### Розвиток до Другої світової війни
Послуги міжміського сполучення набули ще більшого значення з 1909 р., коли відкрили сполучення між Брухрайнбаном та Рейнською залізницею на північ від Грабен-Нойдорфа. 
Оскільки трафік постійно зростав, в 1927-30 рр. модернізували Гермерсгаймський міст.
У 1938 році міжміське сполучення між Саарбрюккеном і Мюнхеном Брухрайнбаном реорганізовано. 
Згодом Брухрайнбаном здійснювалися лише міжміські вантажні перевезення, тоді як міжміські пасажирські поїзди курсували через Карлсруе та Ворт, і далі через Ландау та Цвайбрюккен до Саарбрюккена.
Під час Другої світової війни лінією також курсували кілька військових потягів. 
Під час війни важливість лінії зросла, оскільки поступово всі мости через Рейн — за винятком Гермерсгаймського мосту — підірвано німецькими військами, щоб перешкодити військам союзників перетнути Рейн. 
24 березня 1945 року Гермерсгаймський міст також зруйновано.

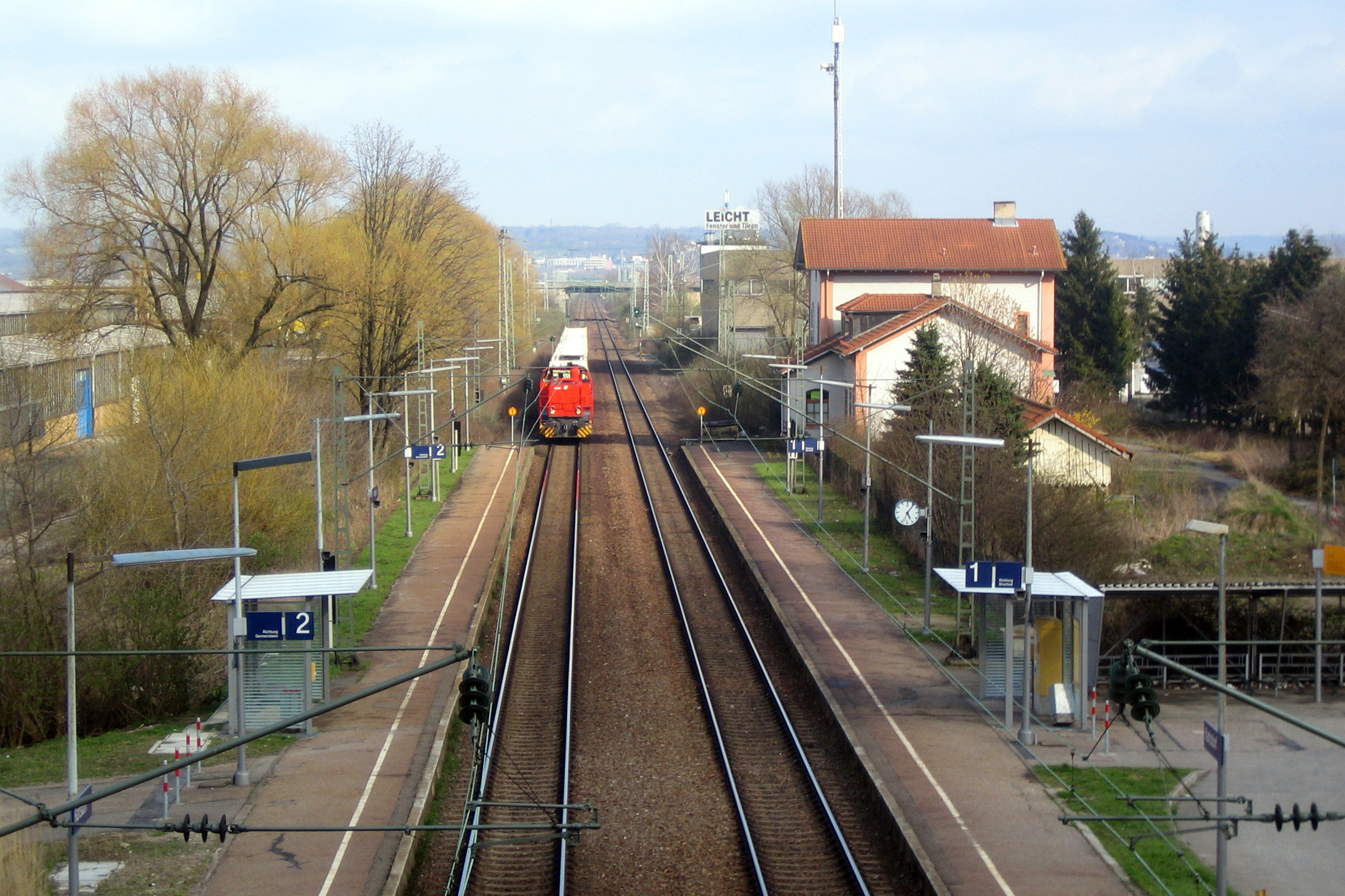
Вантажний поїзд у Карлсдорф-Нойтгард

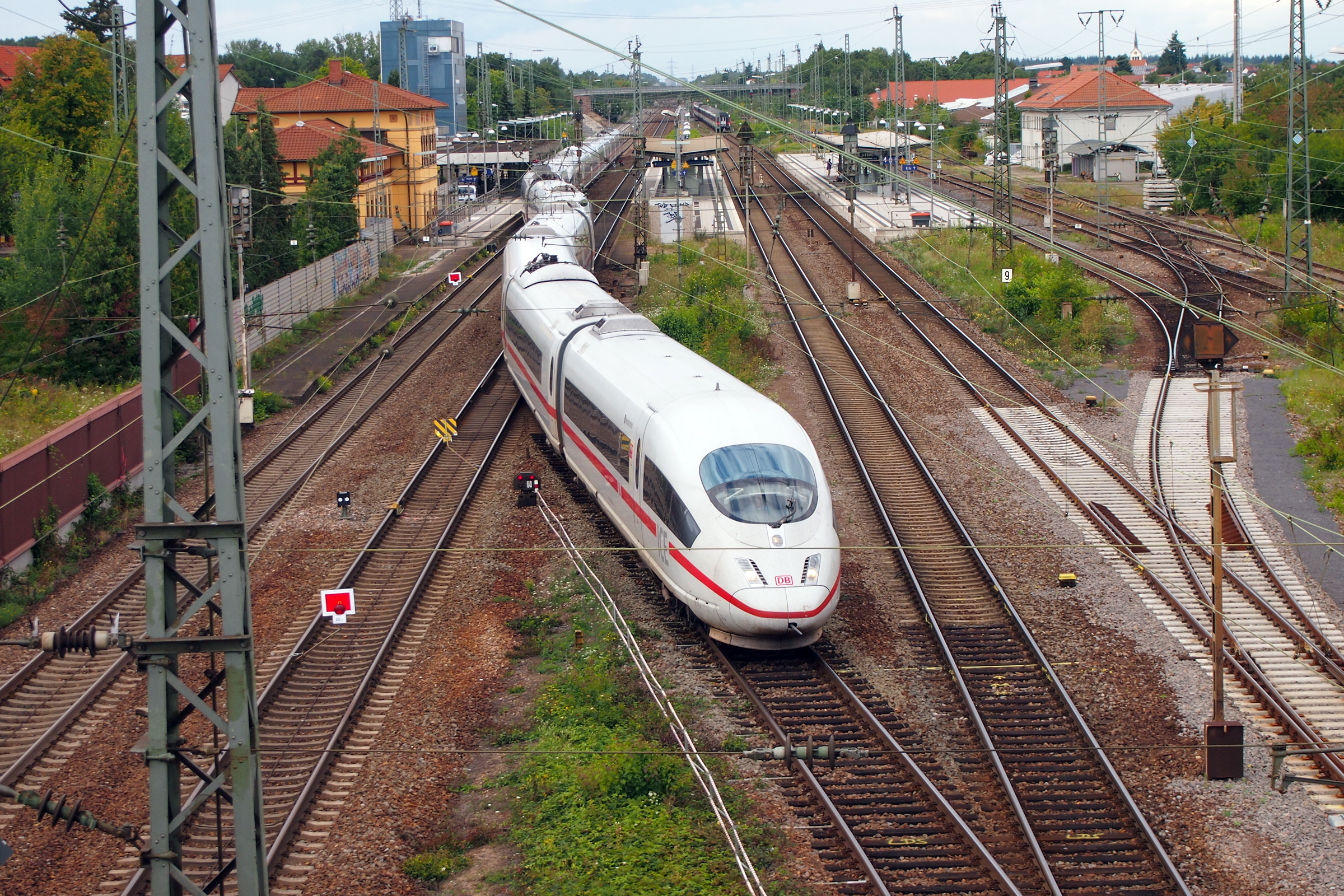
Станція

### Операції під орудоюDeutsche Bahn(з 1945)
Як частину воєнних репарацій, які Німеччина мала сплатити через поразку у Другій світовій війні, Брухрайнбан між Грабен-Нойдорфом і Гермерсгаймом скорочено до однієї колії. 
Оскільки дільниця між Грабен-Нойдорфом і Брухзалем мала велике значення для залізничного руху, вона зберегла свою другу колію. 
Електрифікацію цієї дільниці завершено 1 червня 1958 року.
З 1960-х років обговорювалась відновлення Гермерсгаймського мосту через Рейн.
Противники відновлення наголошували на невелику важливість мосту для руху транспорту, однак в 1964 році оголосили про дозвіл на роботи. 
Через три роки, 23 жовтня 1967 року, трафік Гермерсгаймським мостом відновлено. 
Однак, всупереч очікуванням, трафік був лише регіональним.
Наприкінці 1980-х років регіональні потяги за маршрутом Саарбрюккен — Цвайбрюккен — Ландау — Карлсруе курсували кілька тижнів Брухрайнбаном, оскільки міст Максау довелося відремонтувати після того, як його пошкодила баржа, а експреси перенаправлено через Брухрайнбан.
У 1994 році трафік Гермерсгаймським мостом скорочено до експлуатації лише з однією колією. 
У той же час статус станції Райнсгайм змінено на зупинку. 
У травні 1994 року відкрито зупинку Грабен-Нойдорф-Північний між станцією Грабен-Нойдорф і Гуттенгайм, щоб покращити доступ до міста Нойдорф. 
З весни 2000 року на маршруті Майнц — Гермерсгайм — Карлсруе кожні дві години запроваджено послугу Regional-Express, що курсував дільницею Гермерсгайм — Грабен-Нойдорф Брухрайнбану.
Під час модернізації лінії S-Bahn дільницю Грабен-Нойдорф — Гермерсгайм електрифіковано у 2010/11 рр., а також побудовано три нові станції Брухсаль-Шпорцентрум, Брухсаль-ам-Мантель і Гермерсгайм-Мітте. 
Модернізовано чинні шість станцій. 
Також платформи піднято на висоту 76 см і подовжено до 140 м (що відповідає, довжині двох поїздів класу 425 ). Під час зміни розкладу в неділю, 11 грудня 2011 року, нові послуги S-Bahn відкрито між Гермерсгаймом і Брухзалем та інтегровано в Rhine-Neckar S-Bahn як лінія S 33. 

## Операції

### Розклад

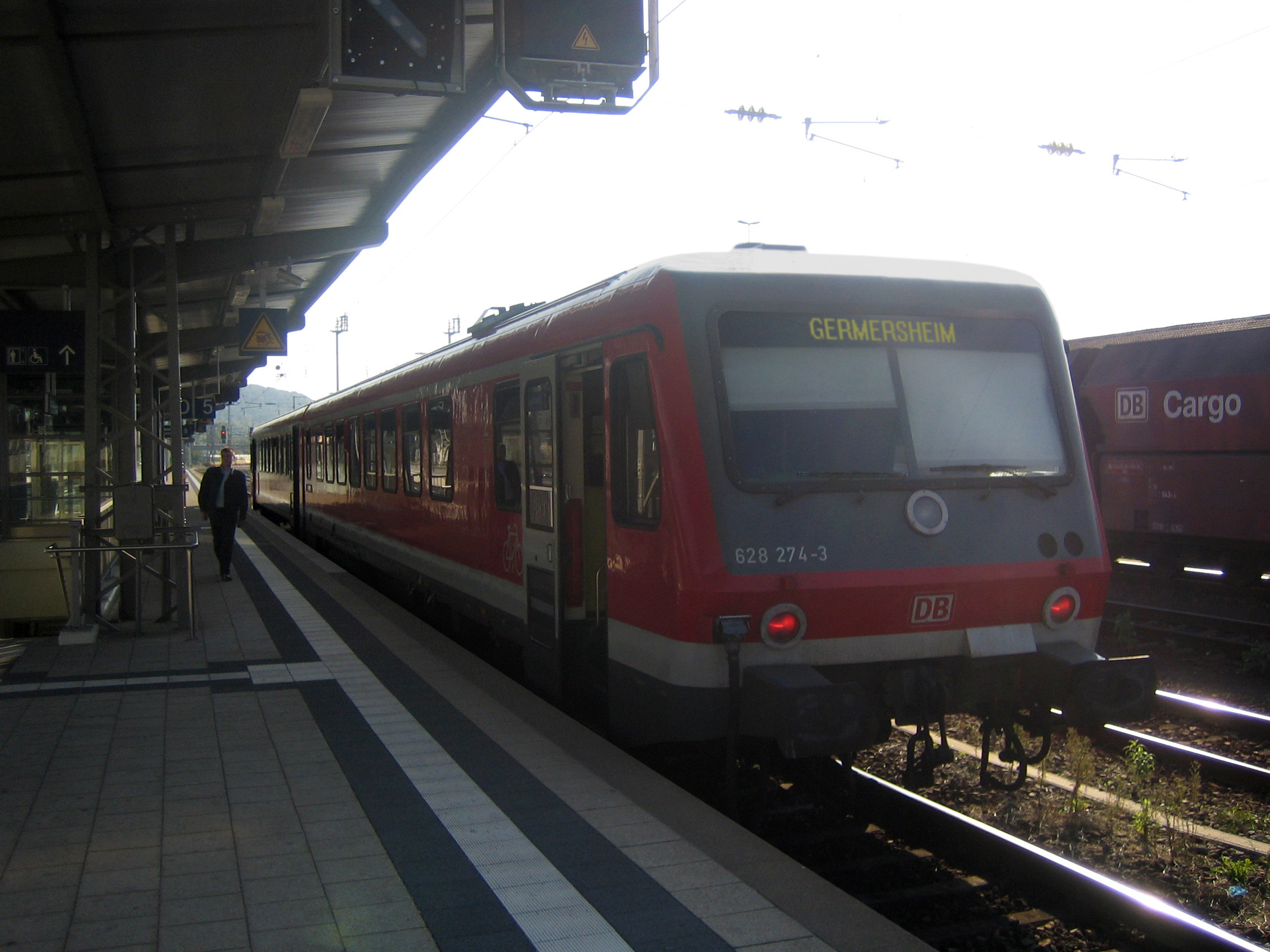
Class 628 на Брухрайнбані в Брухзалі

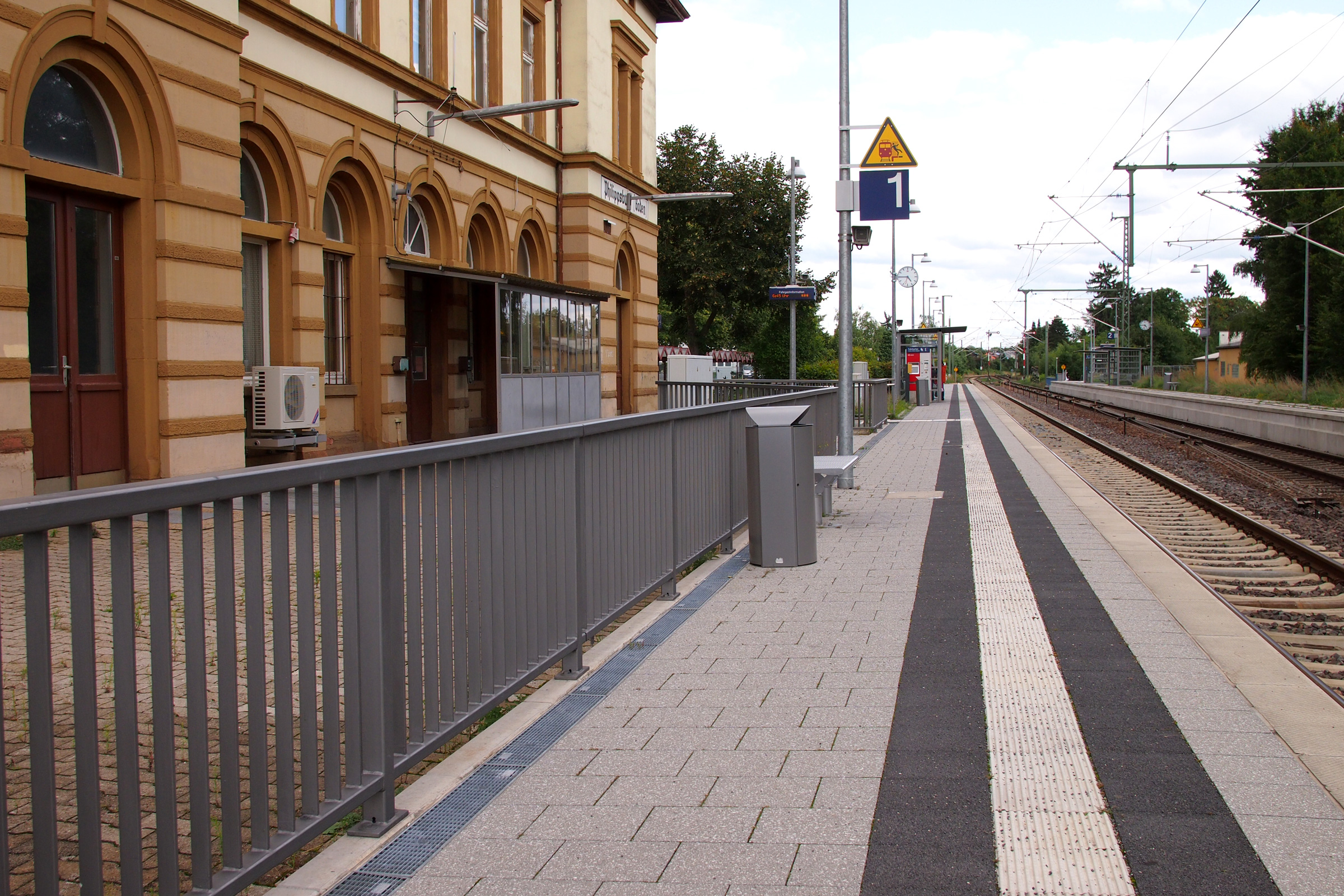
Станція Філіппсбург

Станом на травень 1994 року Брухрайнбан також мав прибуток від двох покращень своїх послуг: по-перше, через створенню Karlsruher Verkehrsverbund, яка з тих пір управляє послугами на лінії R9; і, по-друге, запровадження інтегрованого регулярного розкладу Рейнланд-Пфальц. 
За новим розкладом запроваджено погодинне курсування, у тому числі вперше з 1945 року потягами по неділях.
S-Bahn Rhine-Neckar обслуговує лінію S 33 автомотрисами DBAG Class 425, від Брухзаля до Гермерсгайма. Кілька поїздів заплановано для надання послуг S3/S4 до Карлсруе-Головний/Брухзаль через Мангайм і Гайдельберг. 
На дільниці Грабен-Нойдорф — Гермерсгайм поїзди Regional-Express (RE) курсують кожні дві години за маршрутом Карлсруе — Шпайер — Гермерсгайм — Мангайм — Вормс — Майнц, використовуючи потяги DBAG Class 429. 
Єдиною проміжною зупинкою для поїздів RE між Грабен-Нойдорф і Гермерсгайм є Філіппсбург.
Час в дорозі RE від Брухзаля до Гермерсгайму займає загалом 30 хвилин, а від Грабен-Нойдорфа до Гермерсгайма — 16 хвилин.

### Трафік
Лінія електрифікована. 
На дільниці Брухзаль — Грабен-Нойдорф здійснюються вантажні перевезення до сортувальної станції Корнвестгайм у Штутгарті. 
За останні десятиліття вантажоперевезення на дільниці Грабен-Нойдорф — Гермерсгайм значно зменшилися. 
Однак між Філіппсбургом і Райнсгаймом є сполучення до Філіппсбурзької атомної електростанції, яку обслуговує кілька вантажних поїздів. 
На одноколійній дільниці Грабен-Нойдорф — Гермерсгайм єдиний роз'їзд знаходиться у Філіппсбурзі.

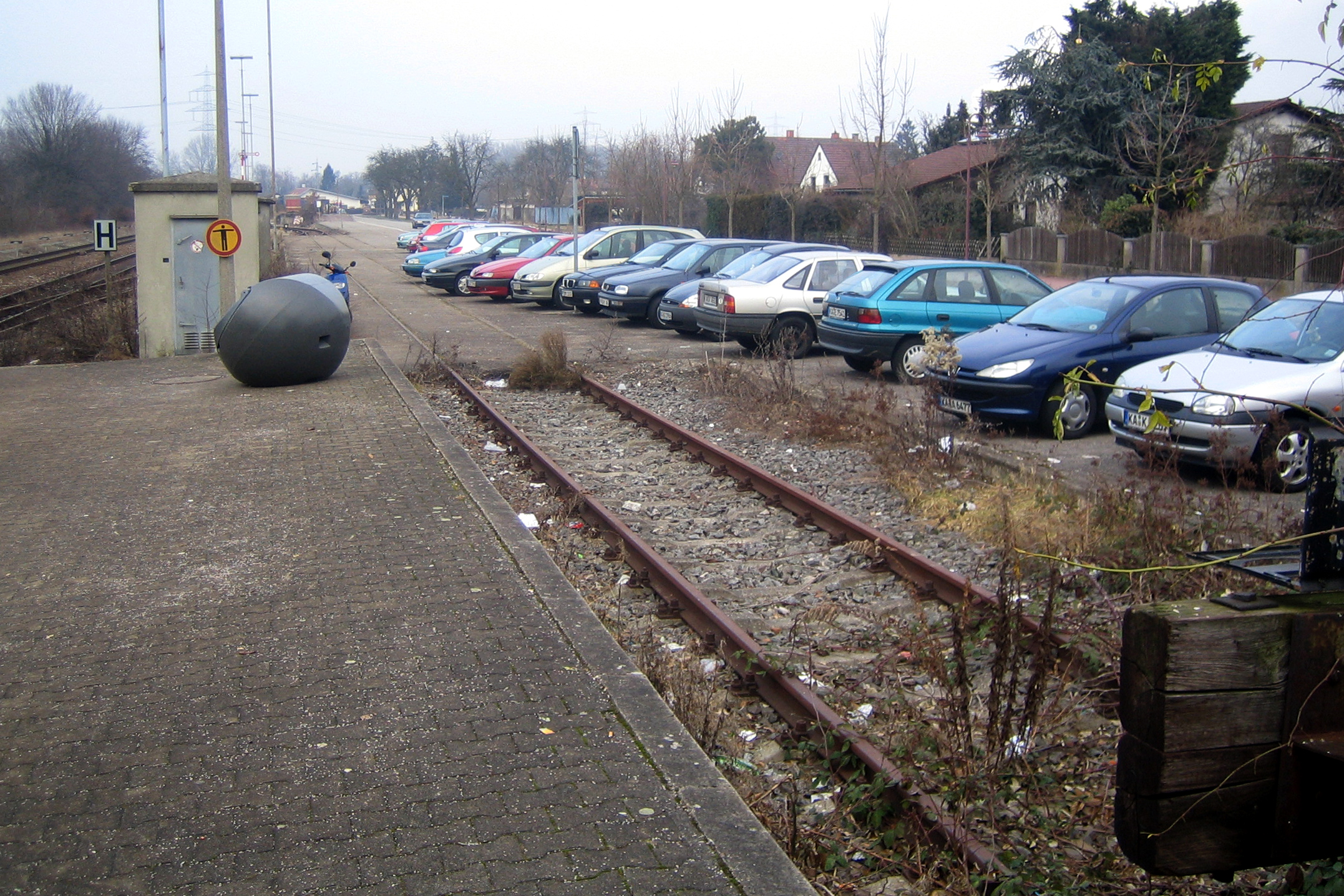
Покинуті вантажні колії у Філіппсбурзі

З початку 1990-х років і до запровадження міської залізниці Рейн-Неккар існували маршрути Брухзаль — Гермерсгайм —  Людвігсгафен — Мангайм – Гайдельберг – Неккаргемюнд – Меккенгайм – Зінсгайм – Штайнсфурт – Еппінген/Гайльбронн, які обслуговувалися локомотивами DB Class 218, що тягнули вагони Silberling. 
Наприкінці 2003 року ці послуги припинено з відкриттям першої черги міської залізниці Рейн-Неккар, а послуги Брухрайнбану завершувались у Шпаєрі. 
З розширенням міської залізниці Рейн-Неккар від Шпаєра до Гермерсгайму в грудні 2006 року потяги Брухрайнбану курсували лише до Гермерсгайму. 
З моменту інтеграції Брухрайнбану до складу міської залізниці Рейн-Неккар у грудні 2011 року деякі маршрути продовжують курсувати поза Гермерсгаймом.
Наприкінці 2004 року локомотиви класу 218, замінено дизель-поїздами DB Class 628. У грудні 2011 року їх замінили на електропоїзди DBAG Class 425.